# 22-я гвардейская тяжёлая бомбардировочная авиационная дивизия
22-я гвардейская тяжёлая бомбардировочная авиационная Донбасская Краснознамённая дивизия — авиационная дивизия Дальней авиации, входившая в состав 37-й воздушной армии Верховного Главного командования. С 2009 года подчиняется Командованию дальней авиации.

## История наименований дивизии
- 22-я смешанная авиационная дивизия;
- 22-я авиационная дивизия (05.11.1940 г.);
- 62-я авиационная дивизия дальнего действия (05.03.1942 г.);
- 9-я гвардейская авиационная дивизия дальнего действия (18.09.1943 г.);
- 9-я гвардейская авиационная Донбасская дивизия дальнего действия (27.05.1944 г.);
- 22-я гвардейская бомбардировочная авиационная Донбасская дивизия (26.12.1944 г.);
- 22-я гвардейская бомбардировочная авиационная Донбасская Краснознамённая дивизия (06.1945 г.);
- 22-я гвардейская тяжёлая бомбардировочная авиационная Донбасская Краснознамённая дивизия (06.1945 г.);
- 6950-я гвардейская авиационная база.

## Участие в операциях и битвах
- Воздушные сражения на Кубани — с апреля по июль 1943 года
- Белгородско-Харьковская операция «Румянцев» — с 3 августа 1943 года по 23 августа 1943 года.
- Донбасская операция — с 13 августа 1943 года по 22 сентября 1943 года.
- Новороссийско-Таманская операция- с 9 сентября 1943 года по 9 октября 1943 года.
- Красносельско-Ропшинская операция- с 14 января 1944 года по 30 января 1944 года.
- Ленинградско-Новгородская операция- с 14 января 1944 года по 1 марта 1944 года.
- Воздушная операция против Финляндии — с 6 февраля 1944 года по 27 февраля 1944 года.
- Бобруйская операция- с 24 июня 1944 года по 29 июня 1944 года.
- Белостокская операция- с 5 июля 1944 года по 27 июля 1944 года.
- Львовско-Сандомирская операция- с 13 июля 1944 года по 29 августа 1944 года.
- Люблин-Брестская операция — с 18 июля 1944 года по 2 августа 1944 года.
- Ясско-Кишинёвская операция — с 20 августа 1944 года по 29 августа 1944 года.

## История

### 1942—1945

#### 62-я авиационная дивизия дальнего действия
Сформирована как 62-я авиационная дивизия дальнего действия на основании постановления ГКО от 05 марта 1942 года и приказа Командующего авиацией дальнего действия генерал-лейтенантом авиации Головановым от 06 марта 1942 года. Дивизия формировалась на авиабазе Дягилево около Рязани на базе 22-й авиационной дивизии.
Полки вновь созданного военного подразделения были вооружены тяжёлыми бомбардировщиками ТБ-3.
К середине апреля 1942 года сформировавшаяся дивизия перебазировалась на подмосковные аэродромы Монино и Ногинск. На тот момент дивизия входила в состав 6-го авиационного корпуса дальнего действия.

#### 9-я гвардейская авиационная дивизия дальнего действия
За проявленную отвагу в боях за Отечество с немецкими захватчиками, за стойкость, дисциплину и организованность, за героизм, приказом НКО СССР № 274 от 18 сентября 1943 года дивизии было присвоено звание «гвардейская». Она стала называться 9-я гвардейская авиационная дивизия дальнего действия, а 18 сентября с тех пор стало днём годового праздника дивизии.

#### Почётные наименования
9-й гвардейской авиационной дивизии дальнего действия присвоено почётное наименование «Донбасская»

#### 22-я гвардейская бомбардировочная авиационная Донбасская дивизия
В связи с преобразованием авиации дальнего действия в 18-ю ВА ВВС КА и расформированием 6-го авиационного Донбасского корпуса, авиадивизия с 22 декабря 1944 года вошла в состав 3-го гвардейского бомбардировочного авиационного Сталинградского корпуса. Директивой Генерального штаба за номером Орг/10/315706 от 26 декабря 1944 года дивизия была переименована в 22-ю гвардейскую бомбардировочную авиационную Донбасскую дивизию.

#### Дивизия в Великой Отечественной войне
Первые вылеты экипажи подразделения выполнили 16 апреля 1942 года на Северо-Западном, Западном, Крымском и Воронежском фронтах. Основной задачей являлась доставка грузов войскам. Экипажи полков дивизии привлекались к снабжению частей Красной Армии, державших немцев в Демянском котле. За вторую половину апреля было выполнено 324 самолёто-вылета, сброшено 323 т грузов. Грузы сбрасывались без парашютов с высот 100—400 м. В апреле дивизия понесла первые потери — несколько ТБ-3 было сбито ночными истребителями противника. В сентябре 1942 года полки дивизии были перевооружены самолётами Ли-2, которые использовались в качестве бомбардировщиков. С сентября 1942 по февраль 1943 полки дивизии базировались на аэродромах Мичуринского аэроузла и работали для Сталинградского и Донского фронтов. Дивизия принимала участие в Воздушных сражениях на Кубани — с апреля по июль 1943 года. Завершала войну дивизия в небе над Берлином и Свинемюнде. Последний налёт на Свинемюнде был произведён 2 мая 1945 г.
Указом Президиума Верховного Совета СССР за образцовое выполнение заданий командования в боях с немецкими захватчиками при овладении столицы Германии — города Берлин, и проявленные при этом мужество и героизм, дивизия награждена орденом Красного Знамени.
За время войны экипажи дивизии выполнили 14 965 боевых вылетов, сбросив 14 178 тонн бомб, разрушено 59 переправ, 10 ж/д узлов, уничтожено 38 ж/д эшелонов, 30 самолётов на земле, взорвано 43 склада с боеприпасами и ГСМ.
За отличные боевые действия в годы Великой Отечественной войны авиадивизия 13 раз удостаивалась благодарности Верховного Главнокомандующего.

### 1945—1991
В 1950 году лётный состав дивизии одним из первых в ВВС освоил новый дальний бомбардировщик Ту-4. Затем, в 1955, первыми в Дальней Авиации, реактивный бомбардировщик Ту-16, командиры полков — Туманов А. В., Капцевич. А в 1969 году — сверхзвуковые ракетоносцы Ту-22. В 1986 году был освоен дальний бомбардировщик Ту-22М3. На вооружении 121-го тбап состоит стратегический ракетоносец Ту-160. Экипажам соединения принадлежит первенство в освоении дозаправки в воздухе сверхзвуковых ракетоносцев.
Длительное послевоенное время полки дивизии с частями обеспечения дислоцировались в Белоруссии, на аэродромах Бобруйск, Барановичи, Мачулищи. С 1980 года дивизия входила в состав 46-й воздушной армии ВГК.
В 1970—1972 годах дивизией командовал генерал-майор Георгий Степанов.

### 1991 — …
После распада Советского Союза директивой Генерального штаба от 20 мая 1994 г. управлению дивизии предписывалось перебазироваться на авиабазу Энгельс. С 1 сентября 1994 г. эта авиабаза является постоянным местом дислокации дивизии.
В 2004 дивизия награждена Вымпелом Министра обороны РФ за мужество, воинскую доблесть и высокую боевую выучку.

## Командиры
- полковник, генерал-майор авиации[6] Тупиков, Георгий Николаевич. Период нахождения в должности: 6 марта 1942 — 2 июня 1943.
- полковник, генерал-майор авиации[7] Счётчиков, Георгий Семёнович. Период нахождения в должности: 3 июня 1943 — 18 сентября 1943
- Полковник Щелкунов Василий Иванович[8]. Период нахождения в должности: август 1953 года — январь 1956 года, уволен в запас.
- генерал-майор Александр Блаженко
- полковник, генерал-майор авиации[9] Нестеров Геннадий Дмитриевич. Период нахождения в должности: 17.07.1981 – 1986.

## Состав дивизии

### Состав дивизии во время Великой Отечественной войны
11-й гвардейский бомбардировочный авиационный Сталинский Краснознамённый полк — назывался так с 26.12.1944 по 09.05.1945. Ранее входил в дивизию под другими наименованиями: 14-й авиационный полк дальнего действия (c 06.03.1942 по 26.03.1943); 11-й гвардейский авиационный Сталинский Краснознамённый полк дальнего действия (с 26.03.1943 по 26.12.1944). Находился в составе дивизии с 06.03.1942 по 01.05.1946.
220-й гвардейский бомбардировочный авиационный Сталинградский Краснознамённый полк — назывался так с 26.12.1944 по 09.05.1945. Ранее входил в дивизию под другим наименованием: 250-й авиационный полк дальнего действия (с 16.04.1942 по 18.08.1942); 4-й гвардейский авиационный Сталинградский Краснознамённый полк дальнего действия (с 18.08.1942 по 26.12.1944). Находился в составе дивизии с 06.03.1942 по 04.05.1946.
325-й авиационный полк дальнего действия — назывался так с 06.03.1942 по 19.08.1944. Находился в составе дивизии с 06.03.42 по 19.08.44.
339-й бомбардировочный авиационный ордена Суворова полк — назывался так с 26.12.44 по 9.07.47. Ранее входил в дивизию под другим наименованием: 339-й бомбардировочный полк дальнего действия (с 19.03.1944 по 26.12.44). Находился в составе дивизии с 19.03.44 по 9.07.47.

### Период 1945—1991
После преобразований начала 1960-х годов в составе 22-й гвардейской ТБАД находились (в 1960-х-1980-х годах):
- 121-й гвардейский тяжёлый бомбардировочный авиационный полк (аэродром Мачулищи, Белоруссия)
- 200-й гвардейский тяжёлый бомбардировочный авиационный полк (аэродром Бобруйск, Белоруссия)
- 203-й гвардейский тяжёлый бомбардировочный авиационный полк (аэродром Барановичи, Белоруссия)
- 111-й бомбардировочный авиационный полк, расформирован 1 февраля 1971 г.
- 210-й гвардейский бомбардировочный авиационный полк, выведен из состава дивизии 13 ноября 1959 г.
- 330-й бомбардировочный авиационный полк, расформирован 24 ноября 1949 г.

В конце 1980-х годов 121-й гвардейский и 203-й гвардейский ТБАП были переподчинены управлению 15-й гвардейской ТБАД, а в состав 22-й ТБАД вошёл 260-й ТБАП, ранее входивший в 15-ю ТБАД.
По состоянию на 1991 год входила в состав 46-й воздушной армии. В составе дивизии находились:
- 200-й тяжёлый бомбардировочный авиационный полк (самолёты Ту-22М3, аэродром Бобруйск, Белоруссия)[12], выведен из состава дивизии в 1993 г. в связи с передислокацией из Белоруссии за Урал.
- 260-й тяжёлый бомбардировочный авиационный полк (самолёты Ту-22М3, Ту-16, аэродром Стрый, Украина)

### 1991—2012
Командование дивизии находится на авиабазе Энгельс.
- 203-й гвардейский авиационный Орловский полк (самолётов-заправщиков), после передислокации в Рязань с 1 сентября 2000 г. передан в непосредственное подчинение Командующего 37 ВА ВГК (СН)
- 182-й гвардейский тяжёлый бомбардировочный авиационный Севастопольско-Берлинский Краснознамённый полк, выведен из состава дивизии 1 мая 1998 г.

По состоянию на 2004 год в состав дивизии входили:
- управление дивизии (в/ч 42152, авиабаза Энгельс);
- 52-й гвардейский тяжёлый бомбардировочный авиационный полк (в/ч 13785, Калужская область, авиабаза Шайковка, самолёты Ту-22М3);
- 121-й гвардейский тяжёлый бомбардировочный авиационный Севастопольский Краснознамённый полк (в/ч 42165, авиабаза Энгельс, самолёты Ту-160);
- 184-й тяжёлый бомбардировочный авиационный полк (в/ч 24755, авиабаза Энгельс, самолёты Ту-95МС);
- 840-й тяжёлый бомбардировочный авиационный Краснознамённый полк (в/ч 45167, Новгородская область, авиабаза Сольцы, самолёты Ту-22М3);
- 3477-я авиационно-техническая база (в/ч 06987, авиабаза Энгельс);
- 1387-я авиационно-техническая база (в/ч 42195, Новгородская область, авиабаза Сольцы);
- 3630-я авиационно-техническая база (в/ч 40444, Калужская область, авиабаза Шайковка);
- 758-й отдельный батальон связи (в/ч 19150, авиабаза Энгельс);
- 948-й отдельный батальон связи и радиотехнического обеспечения (авиационного полка) (в/ч 78402, Новгородская область, авиабаза Сольцы);
- 949-й отдельный батальон связи и радиотехнического обеспечения (авиационного полка) (в/ч 93486, Калужская область, авиабаза Шайковка);
- 950-й отдельный батальон связи и радиотехнического обеспечения (авиационного полка) (в/ч 55776, авиабаза Энгельс);
- 87-й авиационный полигон (2 категории) (в/ч 42117, Саратовская область, Энгельсский район, село Гурьяново).

### 2009 год
К 1 июня 2009 года управление 22-й гв. тбад, 121-го и 184-го тбап, 3477-я АвТехБ переформированы в 6950-ю Гв. АвБ (1 разряда) (в/ч 06987, авиабаза Энгельс). Всего на 6950-й АвБ 16 Ту-160 и 18 Ту-95МС.
В том же году 52-й тбап (в/ч 13785) и 840-й тбап (в/ч 45167), 1387-я АвТехБ (в/ч 42195), 3630-я АвТехБ (в/ч 40444) переформированы в 6951-ю Гв. АвБ (1 разряда) (в/ч 40444, 249425, Калужская область, авиабаза Шайковка) и в Н-скую авиационную комендатуру (в/ч 40444 А, 175040, Новгородская область, авиабаза Сольцы) в её составе. Всего на 6951-й АвБ планировалось 48 Ту-22МЗ, из них 24 на хранении.
С 1 января 2010 года приказом Министра обороны РФ от 28 сентября 2009 года № 1048 создана в/ч 44402 (управление командования дальней авиации) в форме федерального бюджетного учреждения. В качестве филиала в его состав вошли 6950-я АвБ (1 разряда) (в/ч 06987), 6951-я АвБ (1 разряда) (в/ч 40444) и Н-ская авкмд (в/ч 40444А).
С 1 декабря 2010 года 6951-я гвардейская авиационная база (1 разряда) (в/ч 40444, 249425, Калужская обл., Кировский район, пос. Шайковка) переформирована в авиагруппу (3 эскадрильи) 6950-й АвБ.
К 1 декабря 2010 года в состав 6950-й авиационной базы входили:
- управление авиабазы (в/ч 06987, Саратовская область, авиабаза Энгельс);
- Н-ская авиационная группа (? авиационных эскадрилий) (Саратовская область, авиабаза Энгельс]) — 16 самолётов Ту-160, 18 самолётов Ту-95МС;
- Н-ская авиационная группа (3 авиационных эскадрильи) (Калужская область, авиабаза Шайковка).
- Н-ская авиационная комендатура (Новгородская область, авиабаза Сольцы).

### 2017 год
- 121-й гвардейский тяжёлый бомбардировочный авиационный Севастопольский Краснознамённый полк [14] в/ч 85927 (бывш. в/ч 06987) (Саратовская обл., г. Энгельс)
техника: 7 ед. Ту-160М (02 «Василий Решетников», 04 «Иван Ярыгин», 10 «Николай Кузнецов», 11 «Василий Сенько», 17 «Валерий Чкалов» 18 «Андрей Туполев», 9 «Валентин Близнюк»), 9 ед. Ту-160 (03 «Павел Таран», 05 «Александр Голованов», 06 «Илья Муромец», 07 «Александр Молодчий», 08 «Виталий Копылов», 12 «Александр Новиков», 14 «Игорь Сикорский», 15 «Владимир Судец», 16 «Алексей Плохов»)
- 184-й тяжёлый бомбардировочный авиационный полк (Саратовская обл., г. Энгельс)
техника: 18 ед. Ту-95МС (10 «Саратов», 11 «Воркута», 12 «Москва», 14 «Воронеж», 15,"Калуга" 16 «Великий Новогород», 17, 18, 19 «Красноярск», 20 «Дубна», 21 «Самара», 22 «Козельск», 23, 24, 25, 27 «Изборск», 28 «Севастополь», 29 «Смоленск»)
- 52-й гвардейский тяжёлый бомбардировочный авиационный полк (ТБАП), в/ч 33310 (Калужская обл., п. Шайковка, аэр. Шайковка) техника: 23 ед. Ту-22М3
 (01, 06, 12, 15, 16, 17, 21, 22, 24 «Михаил Шидловский», 25 «Юрий Денеко», 26, 28, 35, 36, 38, 41, 42, 43, 44, 45, 46, 48, 49 «Александр Березняк»)
  - авиационная комендатура 52-го гвардейского ТБАП, в/ч 33310-А (Новгородская обл.г. Сольцы, аэр. Сольцы)
- 40-й смешанный авиационный полк (САП), в/ч 36097 (Мурманская обл, г. Оленегорск-8, п. Высокий, аэр. Оленья)
техника: 4 ед. Ан-12 (10, 11, 19, 26), 3 ед. Ми-26 (80, 81, 82), 6 ед. Ми-8MT (07, 17, 70, 77, …)
  - авиационная комендатура 40-го САП, в/ч 36097-А (Республика Коми, г. Воркута, аэр. Советский).

## Герои Советского Союза
- Верняев Анатолий Яковлевич, старший лейтенант, штурман отряда 4-го гвардейского авиационного полка дальнего действия 9-й гвардейской авиационной дивизии дальнего действия 6-го авиационного корпуса дальнего действия Указом Президиума Верховного Совета СССР от 13 марта 1944 года удостоен звания Герой Советского Союза. Золотая Звезда № 3373
- Воропаев Василий Николаевич, капитан, командир отряда 4-го гвардейского авиационного полка дальнего действия 9-й гвардейской авиационной дивизии дальнего действия 6-го авиационного корпуса дальнего действия Указом Президиума Верховного Совета СССР от 13 марта 1944 года удостоен звания Герой Советского Союза. Золотая Звезда № 3374
- Горбачёв Михаил Никифорович, старший лейтенант, командир отряда 11-го гвардейского авиационного полка дальнего действия 9-й гвардейской авиационной дивизии дальнего действия 6-го авиационного корпуса дальнего действия Указом Президиума Верховного Совета СССР от 13 марта 1944 года удостоен звания Герой Советского Союза. Золотая Звезда № 3375
- Глушков Николай Николаевич, лейтенант, штурман корабля 4-го гвардейского авиационного полка дальнего действия 62-й авиационной дивизии дальнего действия 6-го авиационного корпуса дальнего действия Указом Президиума Верховного Совета СССР от 18 сентября 1943 года удостоен звания Герой Советского Союза. Золотая Звезда № 1750
- Журавлёв Василий Артёмович, майор, штурман 339-го бомбардировочного авиационного полка 22-й гвардейской бомбардировочной авиационной дивизии 3-го гвардейского бомбардировочного авиационного корпуса 18-й воздушной армии Указом Президиума Верховного Совета СССР 23 февраля 1948 года удостоен звания Герой Советского Союза. Золотая Звезда № 5809
- Кочетов Василий Иванович, старший лейтенант, штурман отряда 11-го гвардейского авиационного полка дальнего действия 62-й авиационной дивизии дальнего действия 6-го авиационного корпуса дальнего действия Указом Президиума Верховного Совета СССР от 13 марта 1944 года удостоен звания Герой Советского Союза. Золотая Звезда № 3376
- Матвеев Иван Фёдорович, старший лейтенант, командир отряда 250-го тяжелобомбардировочного авиационного полка 62-й авиационной дивизии дальнего действия 6-го авиационного корпуса дальнего действия Указом Президиума Верховного Совета СССР от 18 августа 1942 года удостоен звания Героя Советского Союза. Золотая Звезда № 713
- Матвеев Павел Яковлевич, капитан, командир отряда 11-го гвардейского авиационного полка дальнего действия 62-й авиационной дивизии дальнего действия 6-го авиационного корпуса дальнего действия Указом Президиума Верховного Совета СССР от 13 марта 1944 года удостоен звания Герой Советского Союза. Золотая Звезда № 3377
- Пономаренко Алексей Никифорович, гвардии лейтенант, командир корабля 4-го гвардейского авиационного полка 62-й авиационной дивизии Авиации дальнего действия Указом Президиума Верховного Совета СССР от 25 марта 1943 года удостоен звания Герой Советского Союза. Золотая Звезда № 925
- Попов Андрей Кириллович, старший лейтенант, командир корабля 11-го гвардейского авиационного полка дальнего действия 9-й гвардейской авиационной дивизии дальнего действия 6-го авиационного корпуса дальнего действия Указом Президиума Верховного Совета СССР от 13 марта 1944 года удостоен звания Герой Советского Союза. Золотая Звезда № 3378
- Рассохин Леонид Васильевич, старший лейтенант, командир корабля 4-го гвардейского авиационного полка дальнего действия 9-й гвардейской авиационной дивизии дальнего действия 6-го авиационного корпуса дальнего действия Указом Президиума Верховного Совета СССР от 13 марта 1944 года удостоен звания Герой Советского Союза. Золотая Звезда № 3379
- Самусев Николай Никифорович, капитан, командир корабля 4-го гвардейского авиационного полка дальнего действия 62-й авиационной дивизии дальнего действия 6-го авиационного корпуса дальнего действия Указом Президиума Верховного Совета СССР от 18 сентября 1943 года удостоен звания Герой Советского Союза. Золотая Звезда № 1753
- Сыщиков Николай Сергеевич, старший лейтенант, командир корабля 4-го гвардейского авиационного полка дальнего действия 62-й авиационной дивизии дальнего действия 6-го авиационного корпуса дальнего действия Указом Президиума Верховного Совета СССР от 18 сентября 1943 года удостоен звания Герой Советского Союза. Золотая Звезда № 5909
- Черепнёв Сергей Михайлович, капитан, штурман эскадрильи 4-го гвардейского авиационного полка дальнего действия 62-й авиационной дивизии дальнего действия 6-го авиационного корпуса дальнего действия Указом Президиума Верховного Совета СССР от 18 сентября 1943 года удостоен звания Герой Советского Союза. Золотая Звезда № 1753